# Reculée de Poligny
La reculée de Poligny, aussi connue sous le nom de culée de Vaux, est une reculée du massif du Jura située dans le département du Jura, en Bourgogne-Franche-Comté. Elle s'est formée par l'érosion des calcaires et des marnes composant le plateau de Lons-le-Saunier.

## Géographie

### Situation
La reculée de Poligny est située sur la bordure occidentale du massif du Jura, sur le territoire des communes de Poligny et de Vaux-sur-Poligny. Elle est orientée vers le nord-est ; sa longueur de 3 km, sa largeur de 600 m, sa morphologie quasi-droite et ses cirques faiblement marqués en font la plus petite et la plus simple des reculées du massif du Jura. Elle est profonde de 150 à 200 m et traversée par la Glantine, rivière qui serpente à des altitudes comprises entre 440 et 335 m.

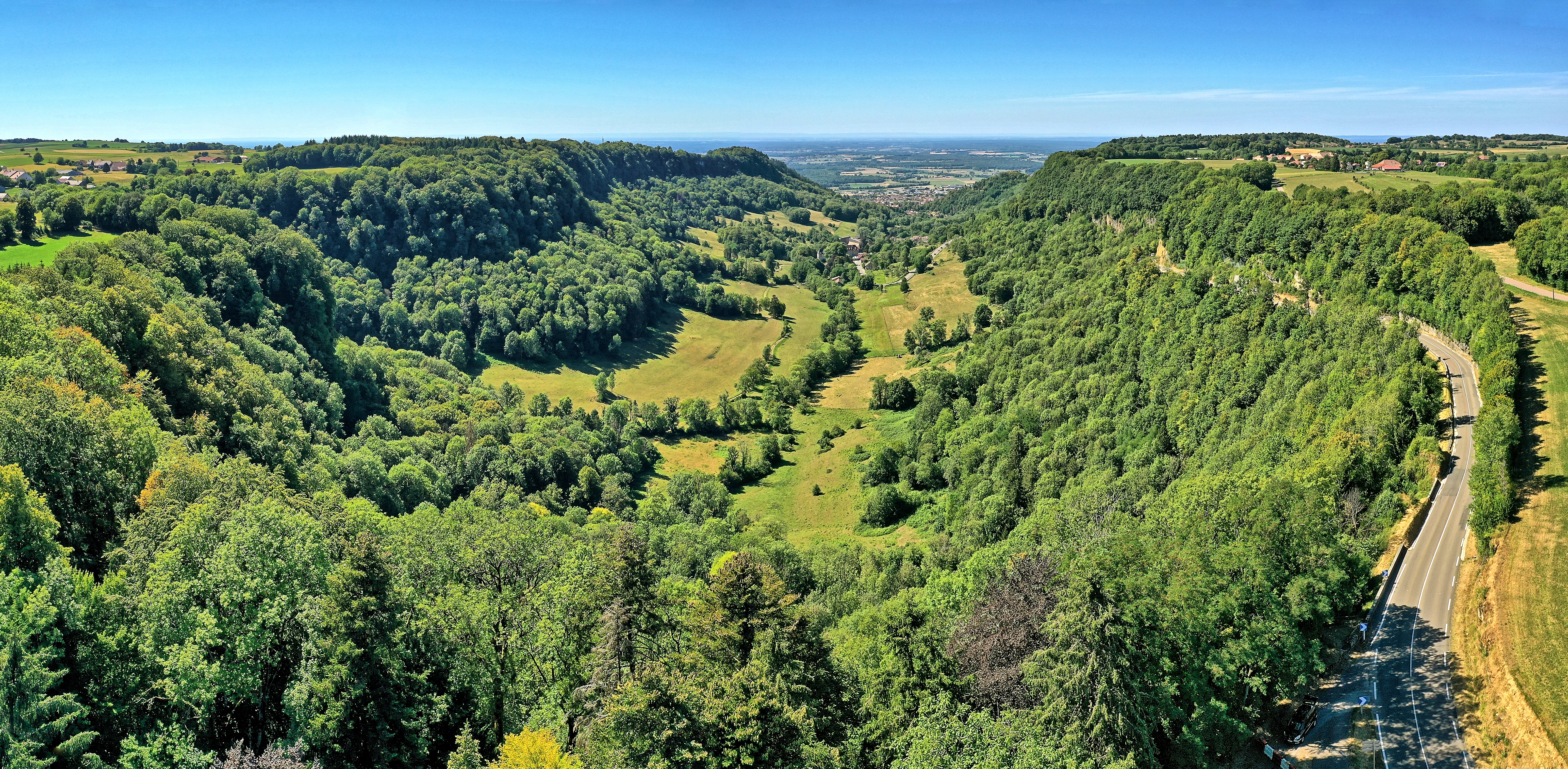
Vue générale de la reculée de Poligny.

### Géologie
La reculée de Poligny est incisée dans les calcaires bajociens et les marnes liasiques du plateau de Lons-le-Saunier. La partie haute des flancs de la reculée est composée de calcaires datant du Bajocien inférieur, visibles à l'affleurement sur les falaises sur une hauteur d'environ 50 m. Viennent ensuite les éboulis récents qui recouvrent les marnes du Lias sur une hauteur de 50 à 75 m. Les marnes forment les terrains du fond de la reculée sur 75 m de hauteur ; elles sont recouvertes par des alluvions modernes sur les bords de la Glantine. Au niveau de son débouché, la reculée incise les calcaires du Bajocien supérieur et du Bathonien de la bordure du plateau de Lons-le-Saunier, tandis que le fond est composé d'un cône alluvial d'origine glaciaire et fluviatile composé de cailloutis calcaires situés dans une matrice argileuse.
La reculée de Poligny s'est formée par l'érosion des calcaires et des marnes composant le plateau de Lons-le-Saunier. Elle est en partie due à l'érosion glaciaire engendrée lors du retrait de la langue glaciaire qui emprunta la reculée durant la glaciation de Riss (entre 200 000 et 100 000 BP). L'existence de cette langue glaciaire est prouvée par la présence de vestiges de moraines frontales à environ 5-10 km au nord-est de la reculée, ainsi que par le cône alluvial d'origine fluvio-glaciaire situé au débouché de la reculée. Les faibles dimensions et la faible complexité de la reculée s'expliquent par l'affaissement d'un compartiment par deux failles au niveau du débouché, ce qui mit au jour les calcaires du Bathonien de la bordure du plateau. Ces calcaires étant plus résistants à l'érosion que les calcaire bajociens du plateau, le relief de calcaires bathoniens resta en place et forma un barrage rocheux qui a rétréci le débouché de la reculée au niveau du Trou de la Lune et ralenti son érosion.